# Couvent de Springiersbach

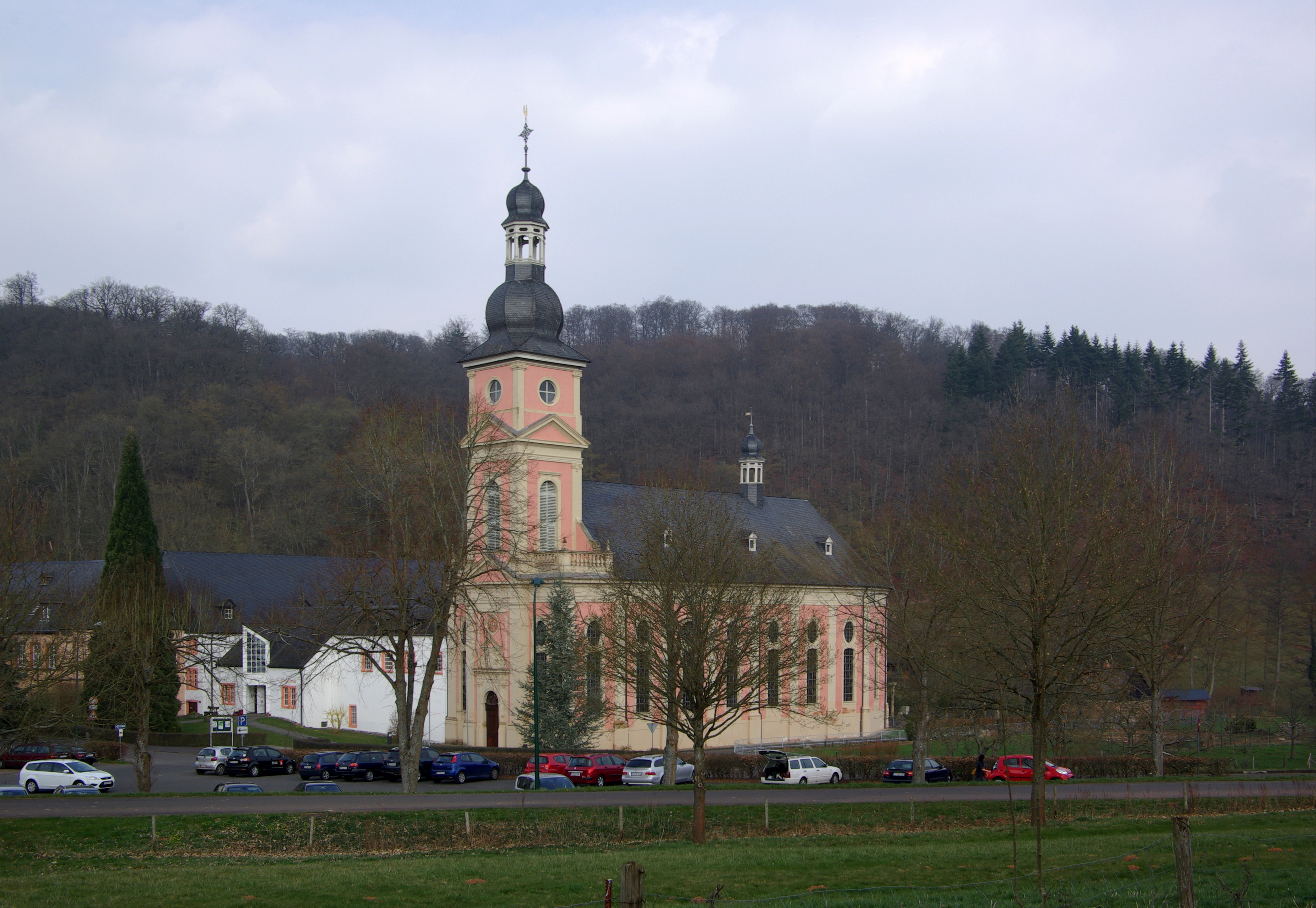
Le couvent vu du Sud

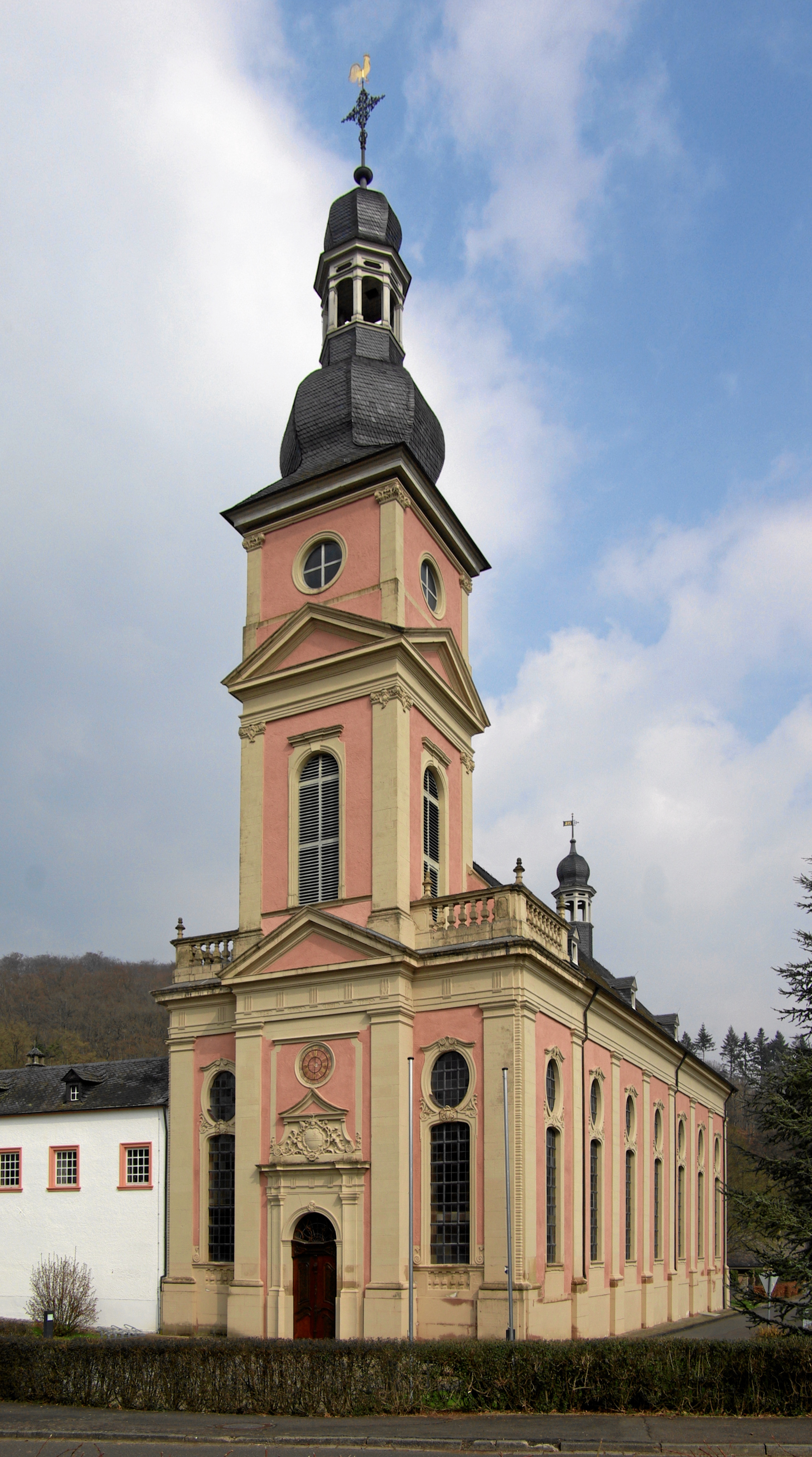
Église conventuelle

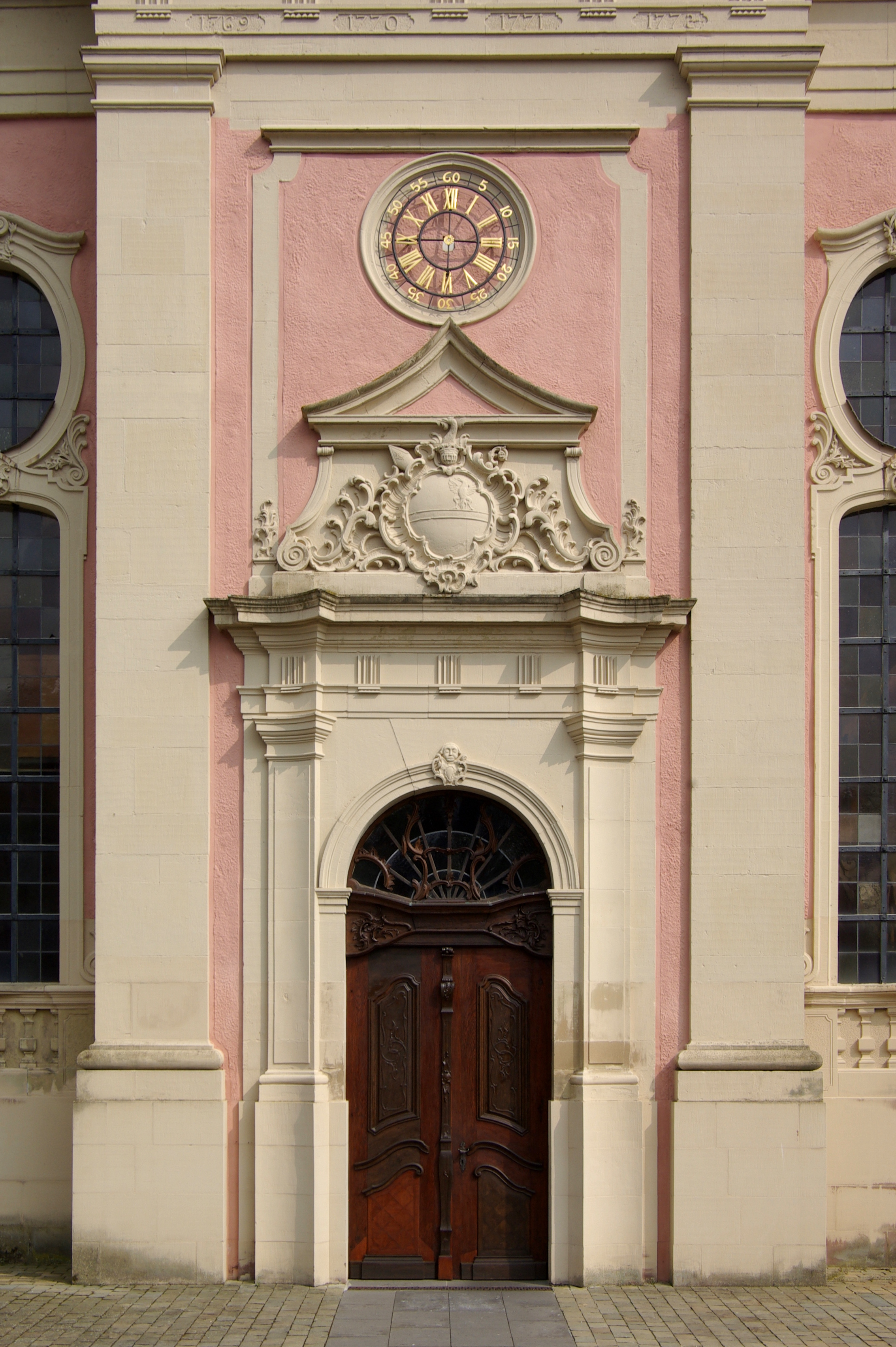
Portail de l'église

Le couvent de Springiersbach (Kloster Springiersbach) est un ancien couvent d'augustins, devenu aujourd'hui couvent de carmélites. Il se trouve en Allemagne près de Bengel dans l'Eifel, à 16 km de Wittlich.

## Histoire
Le couvent est fondé en 1102 par Bruno de Bretten, archevêque de Trèves de 1102 à 1124. il doit son nom à la vallée du même nom. Son premier abbé est Richard Ier, mort en 1158, fils de Bénigne de Duna, issue de la noblesse cultivée ministérielle de l'Eifel, dont le domaine de Thermunt (ainsi que d'autres domaines) est donné en héritage à l'archevêché. C'est donc l'origine de ce couvent. Il suit la règle de saint Augustin. Les reliques de saint Abrunculus de Trèves sont installées dans l'église en 1136. 
En 1107, le couvent est privé d'archevêque à cause des croisades et les moines sont donc autorisés à élire librement leur abbé. Les moines de chœur sont alors uniquement recrutés dans la noblesse, et donnent en entrant leurs biens et leur part d'héritage en propriétés foncières au couvent, pour assurer leur entretien à vie. Le couvent est donc prospère. Vers 1140, il possède des vignobles à Bridal (Briedel) au bord de la Moselle. L'empereur Conrad III confirme leurs droits et privilèges en 1144, ainsi qu'en 1193 Henri VI.
Le 30 janvier 1299, le couvent fait l'acquisition d'une propriété viticole, Pleyt à Edegry (Ediger). En 1752, le manoir de Springiersbach d'Ediger est rebâti sous l'impulsion de l'abbé Johann Heinrich von Wasserberg (1728–1758). 
C'est en 1135 que l'église conventuelle est consacrée par l'archevêque de Trèves, Adalbéron de Montreuil. Elle remplace une ancienne chapelle de bois. C'est la première église de pierre du couvent. .
D'autres fondations et prieurés dépendent spirituellement de l'abbé de Springiersbach depuis le XIIe siècle :
- Le couvent Saint-Thomas près d'Andernach (couvent féminin)[4]
- Le couvent de Martental près de Leienkaul[5]
- Le couvent de Marienburg près de Zell (Moselle)[6]
- Le couvent de Stuben près de Bremm (féminin)[7]
- Le couvent de Peternach (Jakobsbergerhof) près de Boppard

Au début du XIIe siècle, le couvent de Hane, près de Bolanden, dans le Palatinat, est fondé par des religieux de chœur venant de Springiersbach.
Au XVIIe siècle, le couvent commence à décliner, tandis que la vie spirituelle s'affadit et que la règle n'est plus suivie correctement et que nombre de réformes, également de la part de l'archevêché de Trèves viennent altérer l'esprit de communauté et de prière. Toutefois en 1769–1772 l'église baroque actuelle est édifiée, selon les plans d'un architecte strasbourgeois, Paul Stehling. Les fresques des voûtes sont de Franz Freund. Elles montrent une scène de la vie de saint Augustin, patron de l'ordre, l'Assomption de la B.V. Marie et la Trinité. les autels de l'église et le mobilier de chœur avec les stalles sont en pur style rococo, avec un fond de classicisme.
Après 1789, le prince-archevêque Clément de Saxe (1739–1812, archevêque de 1768 à 1801) transforme avec l'assentiment de Pie VI le couvent d'augustins en simple fondation ecclésiale. Mais quelque temps plus tard le recès d'Empire de Napoléon Ier sécularise tous les couvents allemands et Springiersbach est confisqué ainsi que toutes ses terres. Les derniers moines sont expulsés et l'église achevée en 1769 devient église paroissiale en 1802, mais, située loin du village, elle est difficile d'accès. les bâtiments conventuels sont lotis et vendus à l'encan à diverses personnes. 
En 1897, un incendie détruit la toiture de l'église. La paroisse est dans l'impossibilité d'assumer les frais de restauration et préfère faire construire une petite église au milieu du village. Peu à peu l'église conventuelle tombe en déliquescence. 
En 1922, les carmélites de la province de Haute-Allemagne venues de Bamberg construisent un petit couvent à l'emplacement de certains bâtiments de l'ancien couvent. En 1940, un nouvel incendie endommage l'église, tandis que la voûte s'effondre un peu plus tard. Il faut attendre 1946 pour procéder aux reconstructions. Les fresques sont copiées d'après les originales grâce à des photographies conservées. Elles sont l'œuvre d'Hermann Velte. 
Une restauration a lieu en 1962.

## Liste des abbés
- 1129–1158: Richard Ier (depuis 1118 prévôt)
- 1158–1169: Richard II
- 1169–1190: Godefried
- 1193:00000 Absalon
- 1196–1210: Werner
- 1224:00000 Gerhard
- 1250–1284: Heinrich Ier
- 1293–1307: Nikolaus von Waldeck
- 1308–1315: Richard III
- 1318–1320: Heinrich II
- 1327–1352: Eustachius de Monréal
- 1352–1374: Matthäus de Merl
- 1374–1396: Paul von Lahnstein

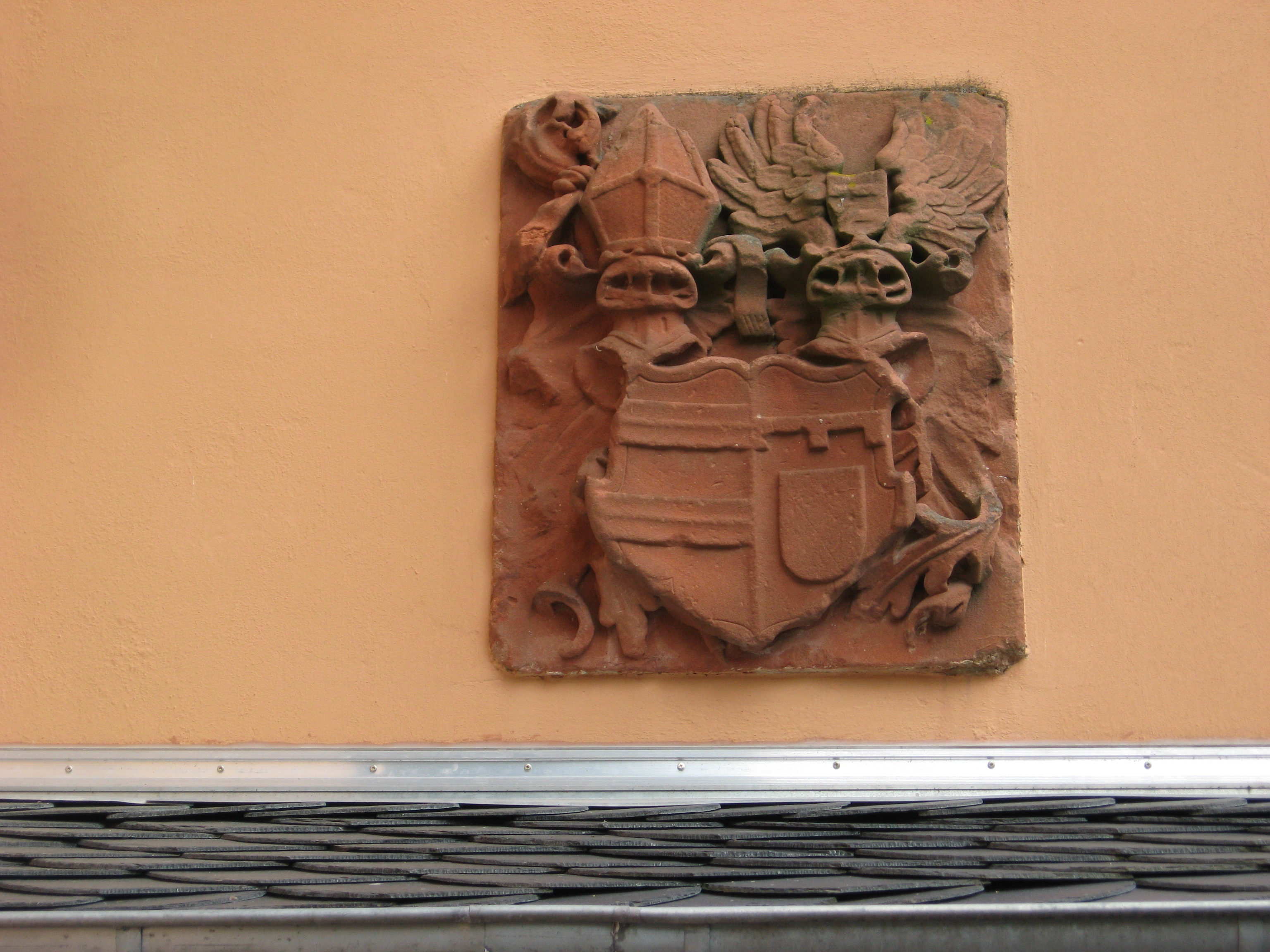
Blason de l'abbé Johann Eberhard von Deusternau

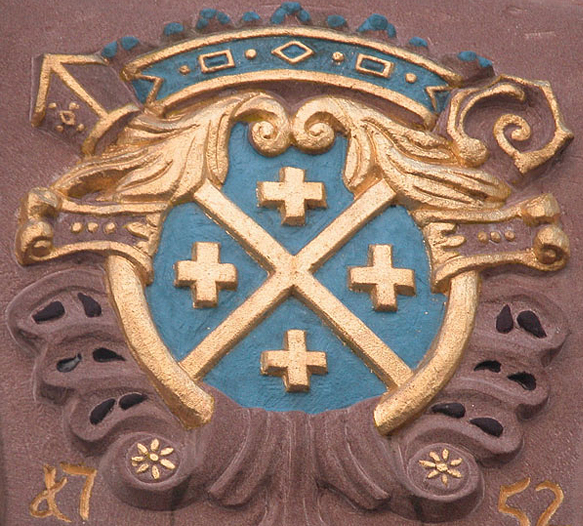
Blason de l'abbé Heinrich von Wassenberg au manoir de Springiersbach

- 1396–1400: Theoderich von Wittlich
- 1400–1434: Simon (Sigmund) von Weiler
- 1434–1438: Philipp von Koppenstein
- 1438–1462: Peter von Kesselstatt
- 1462–1493: Konrad von Metzenhausen
- 1493–1530: Johann Print von Horchheim genannt Brohl
- 1530–1560: Daniel Schilling von Lahnstein
- 1560–1578: Caspar von Schutzbar genannt Milchling
- 1578–1593: Peter von Scheid genannt Weschpfennig
- 1593–1621: Johann Friedrich Auwach von Wittlich
- 1621–1638: Johann Eberhard von Deusternau
- 1638–1657: Hermann von Cortenbach
- 1657–1688: Franz Wilhelm von Jülicher von Eilen
- 1688–1695: vacant
- 1695–1711: Theoderich Werner von Roest genannt Entzenbroch
- 1711–1728: Johann Balduin von Berg von Dürffendahl
- 1728–1758: Johann Heinrich von Wassenberg
- 1758–1789: Karl Kaspar von Holtrop

## Intérieur

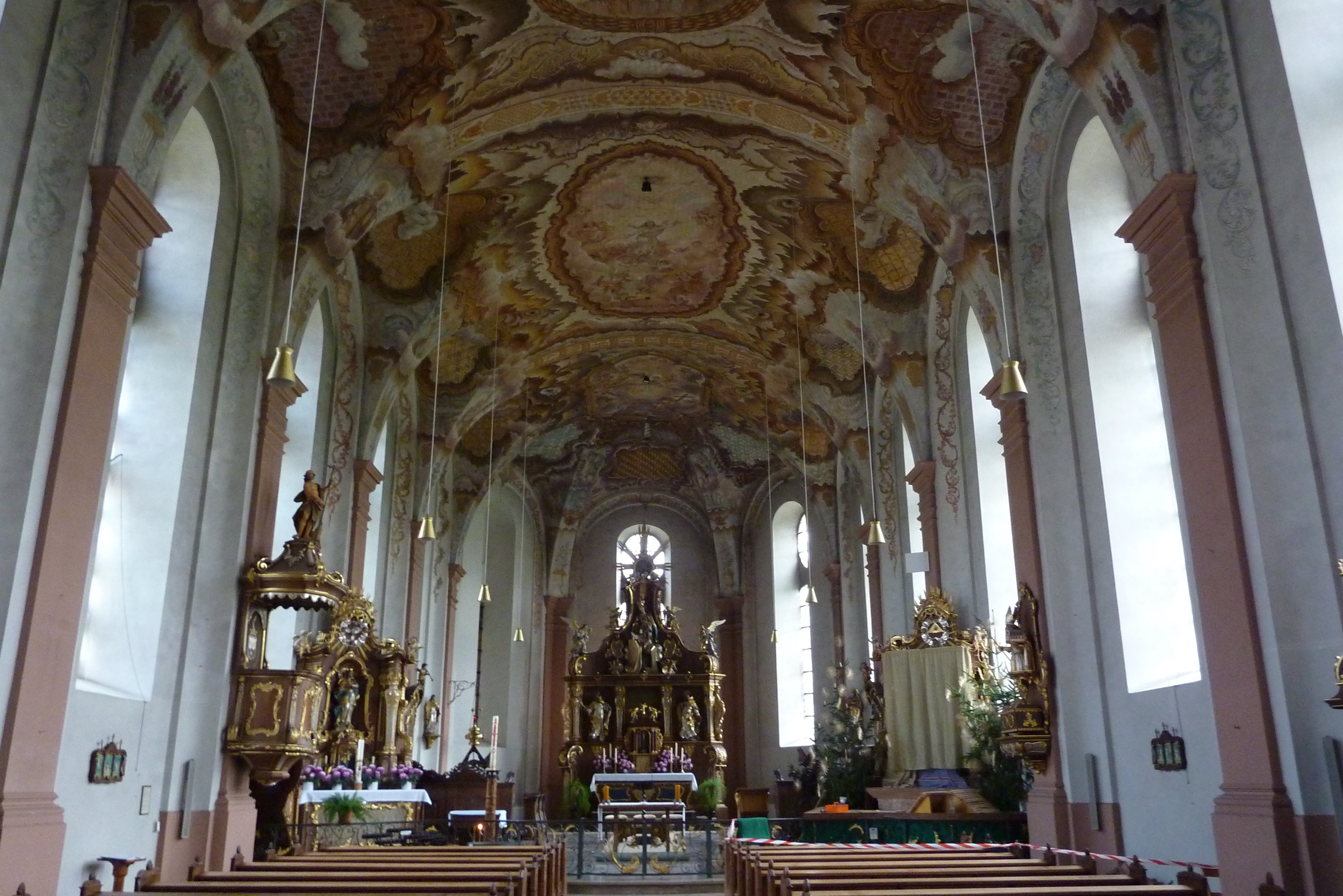
Intérieur
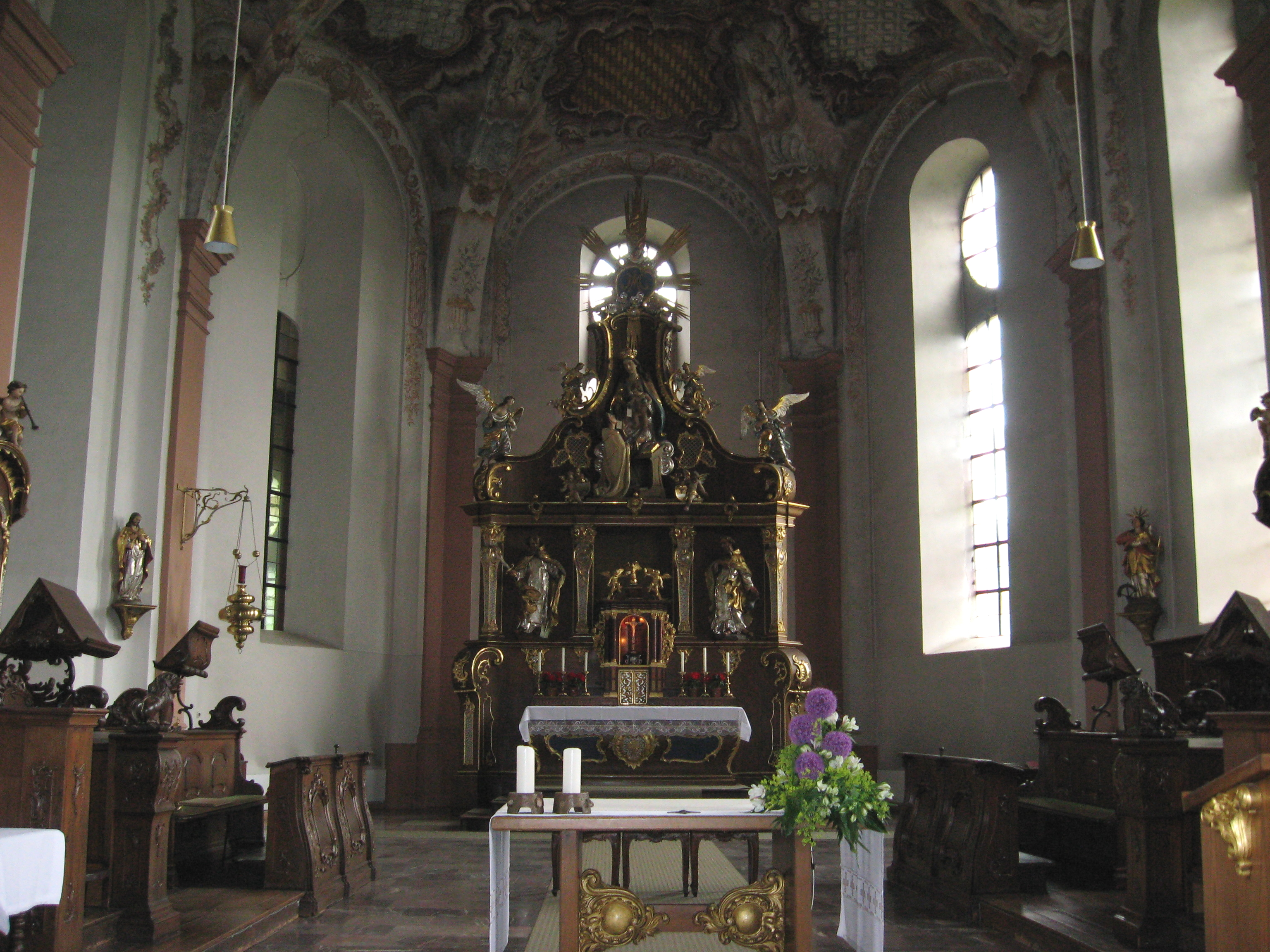
Maître-autel
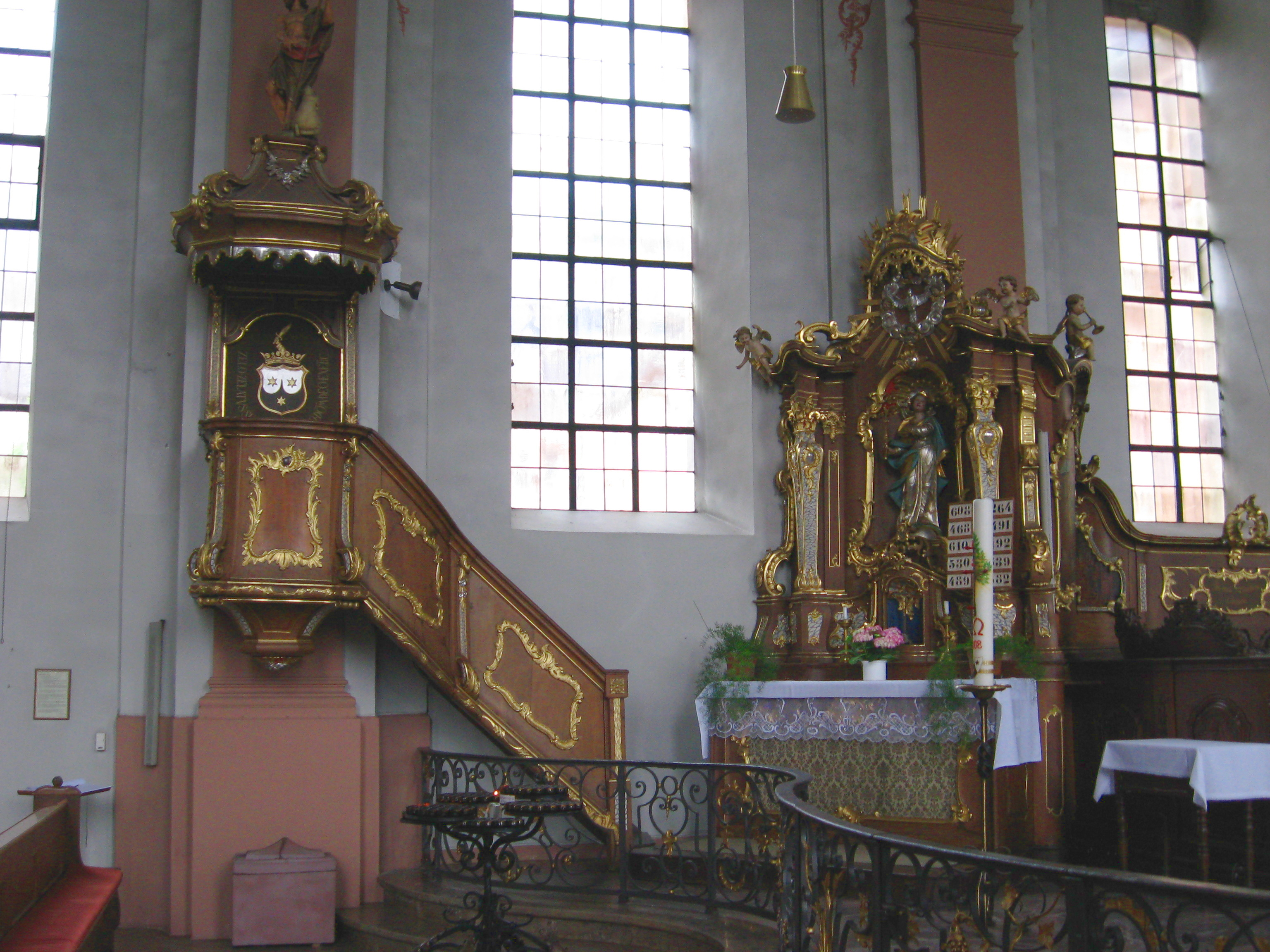
Chaire et autel de gauche
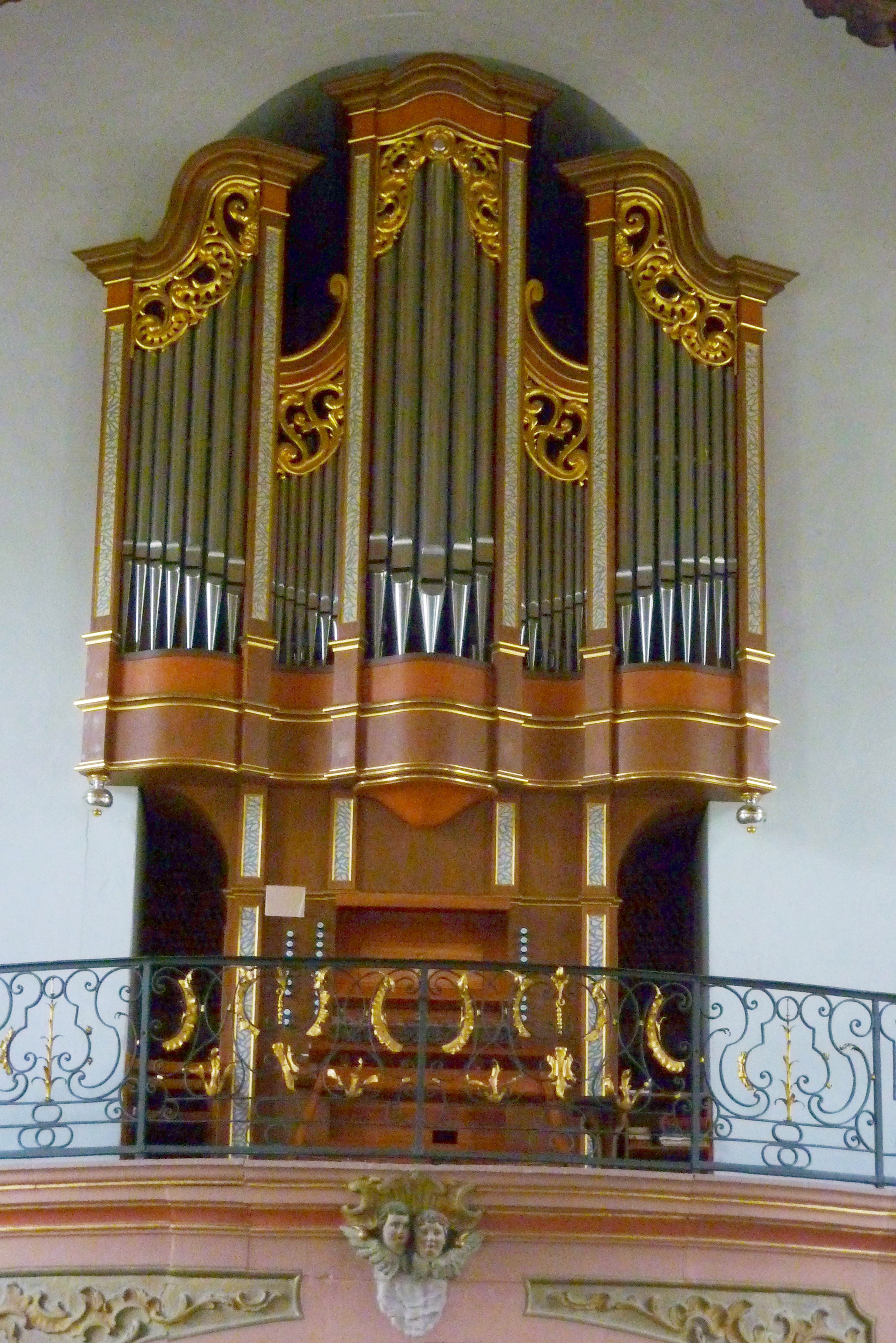
Orgue
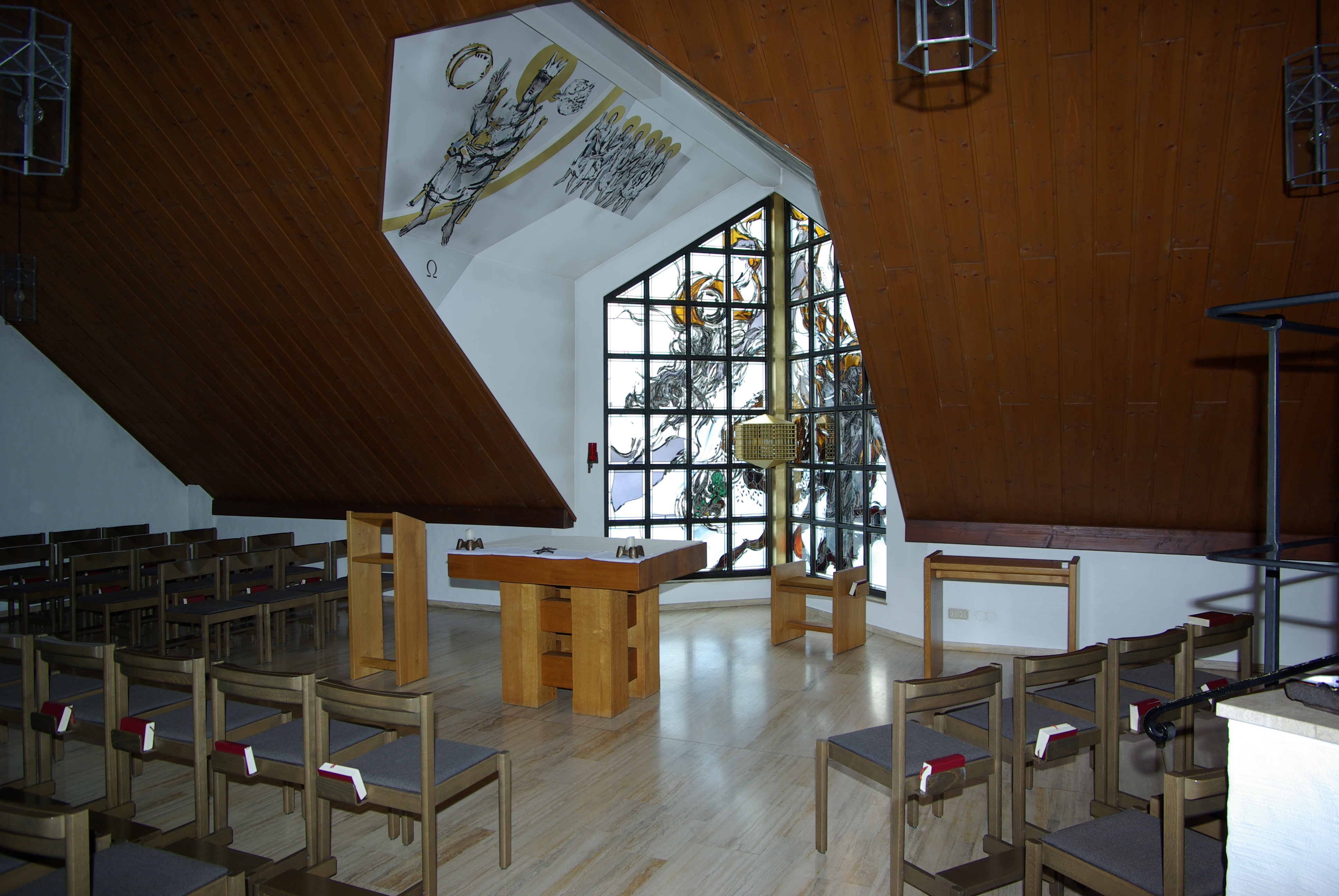
Chapelle moderne du couvent

## Source de la traduction
- (de) Cet article est partiellement ou en totalité issu de l’article de Wikipédia en allemand intitulé « Kloster Springiersbach » (voir la liste des auteurs).